# Shades of Truth
Shades of Truth (chino tradicional: 水滸無間道; Pinyin: Shuǐhǔ wújiàn dào), es una serie de televisión de televisión hongkonesa emitida por TVB Jade, desde el 27 de diciembre de 2004 hasta 29 de enero de 2005. Está basada en la novela china clásica A la orilla del agua (水滸傳) y en la película de 2002 Infernal Affairs (無間道).

## Reparto

### Personajes principales
- Wong He como Lam Tze Chung.
- Julian Cheung como Ha Chung Yam (Dung Chung Cho).[2]
- Gordon Liu como Wong Kam Yan.
- Lam Wing Han como Cheung Tit Nam.
- Irene Wong como Lam Shuet Si.
- Hawick Lau como Fai Man Ban.

### Personajes secundarios
- Wai Kar Hung como Chow Kwok Yin.
- Lee Sam Yan como Ma Chi Ming.
- Angelina Lo como Tsui Wai Sam.
- Yuen Wah como Sung Po.
- Halina Tam como Lek Jeh (Janet).
- Derek Kwok como Yik Kwan (Kwan Lo).
- Sammy Lau como Yik Jun (Matt).
- Ken Lok como Leung Shu Gan (Sah Daam).
- Chiu Wing Hung como Milky.
- Lee Hoi Sang como Tío Kwan.
- Wah Ji Nam como Leung Ying Kei.
- Kuk Fung como Tío Fan.
- Kenny Wong como Kap Chai.
- Lo Meng como Hong Fuk Tai.
- Mary Hon como Tang Yuk Chu.
- Lam Pui Kwan como Hong Yun Fan.
- Tavia Yeung como Hong Chi Sin (Siu Sin).
- Matt Yeung como Leung Kar Lok.
- Law Koon Lan como Man Lai Bing.
- Gigi Lai como Man Fung Lin.
- Summer Joe como Ada.
- Ng Wai Shan como Sue.
- Leung Fai Chung como Calvin.
- Wong Wai Tak como Simon.
- Heidi Chu como Esposa de Simon.
- Leung Kin Ping como Hing.
- Griselda Yeung como Wing.